# محمد شهاب‌الدین
محمد شهاب‌الدین (انگلیسی: Muhammad Shahabuddin; ۱۳ مهٔ ۱۸۹۵ – ۱۳ آوریل ۱۹۷۱) سیاست‌مدار و قاضی اهل پاکستان بود. وی در سال ۱۹۶۰ قاضی ارشد پاکستان بوده‌است.